# Arpophyllum giganteum
Arpophyllum giganteum es una especie de orquídea epifita. Es originaria de Centroamérica. 

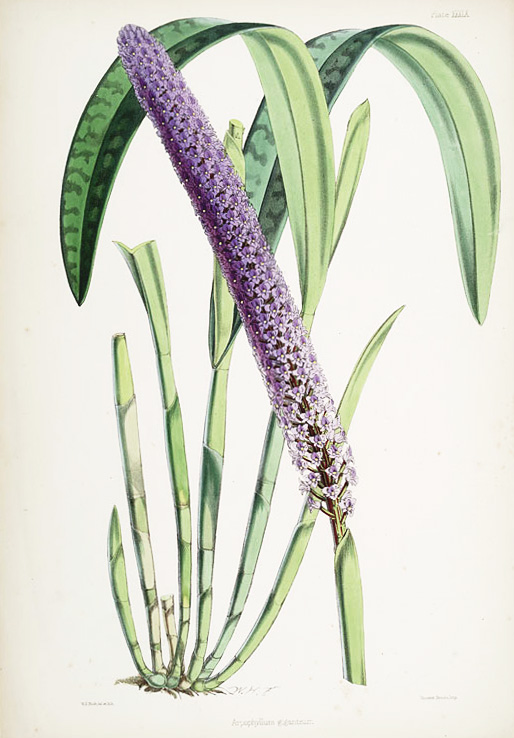
Ilustración

## Descripción
Es una orquídea de gran tamaño que prefiere clima cálido a fresco. Es epifita con pseudobulbos cilíndricos,  comprimidos lateralmente y envueltos con  brácteas tubulares, las hojas son lanceoladas con forma de cintas, ligeramente falcadas. Florecerán en una inflorescencia terminal de 40 cm de largo  en forma de racimos que surgen de un pseudobulbo maduro. Florece con muchas flores en espiral. Esta especie tiene hojas en forma de cinta plana. La floración se produce desde finales del invierno hasta la primavera.

## Distribución y hábitat
Se encuentra en México, Guatemala, Belice, El Salvador, Honduras, Nicaragua, Costa Rica, Colombia, Venezuela y Jamaica en los bosques con colinas en alturas de 800 a 1500 metros.

## Taxonomía
Arpophyllum giganteum fue descrita por Hartw. ex Lindl.  y publicado en Annals of Natural History 4: 384. 1840.
Etimología
Arpophyllum: nombre genérico que está compuesto por las palabras griegas:  άρπη "harpe" (falciforme) y φύλλον "phyllon" (hoja) y se refiere a las hojas en forma de hoz.
giganteum: epíteto latino que significa "enorme, gigante".
Variedades
- Arpophyllum giganteum subsp. alpinum (Lindl.) Dressler, Novon 10: 193 (2000).
- Arpophyllum giganteum subsp. giganteum.
- Arpophyllum giganteum subsp. medium (Rchb.f.) Dressler, Novon 10: 193 (2000).

Sinonimia
- Arpophylluum cardinale Lindl. & Rchb.f. 1854
- Arpophyllum jamaicense Schlechter 1920
- Arpophyllum medium Rchb.f. 1866
- Arpophyllum squarrosum R.H.Torr. ex Lubbers 1880
- Arpophyllum stenostachyum Schlechter 1923[1][5][6]